# Anarta tristis
Anarta tristis là một loài bướm đêm trong họ Noctuidae.